# Cycles Caminade
Pour les articles homonymes, voir Caminade.
Cycles Caminade est un fabricant français de vélos dont le siège se trouve à Ille-sur-Têt dans les Pyrénées-Orientales.
L'entreprise est fondée en juin 2013 par Brice Epailly et Sylvain Renouf avec pour objectif affiché de « re-fabriquer des cadres de vélos en France ».

## Historique
Dès 2013, la marque développe et dépose un brevet sur un système de suspension, le "parabolink" qui sera utilisé sur son VTT tout suspendu, le « One4All ». Le principe de la cinématique repose sur l'utilisation de la tension de la chaîne pour créer « un point de stabilité ».
En décembre 2015, Caminade est lauréate du prix Alfred Sauvy,, ce prix : "récompense un projet d’activité nouvelle, originale, innovante et contribue à aider une jeune entreprise à s’implanter et se développer dans le département des Pyrénées-Orientales".
Courant 2018, dans l'objectif de proposer un vélo de gravel en titane sur mesure et abordable la marque lance un nouveau modèle, le AllRoad,. Le défi est relevé en faisant appel à des tubes manchonnés-collés grâce à des "connecteurs" réalisés par moulage (injection à chaud) d'un composite polyamide chargé à 30% de fibres de carbone longues.
Les 18 et 19 janvier 2020, après avoir été sélectionnée parmi 1750 candidats, Caminade expose un de ses vélos au palais de l'Élysée dans le cadre de "la Grande Exposition du Fabriqué en France" avec la volonté de représenter les mobilités douces et une "consommation engagée".
En septembre 2020, Caminade fait l'acquisition de locaux avec l'ambition de faire perdurer une vie collective et collaborative dans cet ancien théâtre en accueillant un atelier de réparation de vélos, un espace de coworking ou en proposant un point de vente à des producteurs locaux comme des maraîchers ou des brasseurs.